# Panicum obtusum
Panicum obtusum är en gräsart som beskrevs av Carl Sigismund Kunth. Panicum obtusum ingår i släktet vipphirser, och familjen gräs. Inga underarter finns listade i Catalogue of Life.